# اساسینز کرید ۳
اساسینز کرید ۳ (به انگلیسی: Assassin's Creed III) یک بازی ویدئویی به سبک اکشن-ماجراجویی از مجموعه بازی‌های اساسینز کرید که توسط استودیوی یوبی‌سافت مونترآل ساخته شده‌است. کار بر روی بازی تقریباً پس از عرضه اساسینز کرید ۲ آغاز شده‌است و توسط استودیوی یوبی‌سافت مونترآل و با کمک شش استودیوی داخلی دیگر یوبی‌سافت توسعه داده شده و در تاریخ ۳۱ اکتبر سال ۲۰۱۲ برای پلی‌استیشن ۳، اکس‌باکس ۳۶۰ و وی یو منتشر شد. نسخهٔ مایکروسافت ویندوز بازی نیز با تأخیری دو هفته‌ای منتشر شد.

## روند بازی
نقشهٔ بازی تقریباً ۱٫۵ برابر نسخه برادری وسعت دارد و بازیکنان می‌توانند مناطق تاریخی شهر را کاوش کنند و وقایعی همچون آتش‌سوزی بزرگ نیویورک را در طول بازی مشاهده کنند و مراحل آسان به جز مراحل آخر که سخت است در این بازی نیست. این نسخه از موتور بازی انویلنکست استفاده می‌کند که نتیجهٔ آن بهتر شدن جلوه‌های بصری، بهبود مدل‌های کارکترها و پیشرفت هوش مصنوعی که اجازه می‌دهد در میدان‌های نبرد، جنگجویان و دشمنان بیشتری حاضر باشند است. به گفتهٔ رئیس یوبی‌سافت: «اساسینز کرید ۳ با دادن بیشترین حق انتخاب به بازیکن و دارا بودن قهرمان جدید با گیم‌پلی بهتر موجب مهیج شدن بازی خواهد شد.»
اولین تریلر رسمی بازی در تاریخ ۵ مارس سال ۲۰۱۲ منتشر شد.

## داستان
داستان در دنیای مدرن با دزموند، پدرش ویلیام و ربکا کرین، شاون هستینگز شروع می‌شود که به دنبال معبد بزرگ در غاری در تورین، نیویورک می‌گردند. زمان نشان می‌دهد که فاجعهٔ دوم (فاجعهٔ اول در زمان بیرون راندن آدم‌ها از بهشت اتفاق افتاده‌است) در ۲۱ دسامبر ۲۰۱۲ نزدیک است. از سیب بهشتی اتزیو استفاده می‌کنند تا ساختار معبد را درک کنند. جونو (خدای باستانی) به وسیلهٔ سیب بهشتی با دزموند ارتباط برقرار می‌کند. سپس جونو باعث می‌شود که او خاطرات جدش، هیثم کنووی در انگلیس سال ۱۷۵۴ ببیند.
در زمان برگزاری یک اپرا در تالار اپرای سلطنتی لندن، هیثم مردی به نام میکو را می‌کشد تا مدالی را از او بدزدد که او و همکارانش معتقدند که کلید در معبد بزرگ است. پس از فرار از تئاتر، هیثم برای یافتن معبد به آمریکای مستعمره فرستاده می‌شود.
پس از آن هیثم با کشتی پراویدنس و پس از اینکه لوییس میلز، خدمهٔ کشتی در بازگرداندن او موفقیتی کسب نمی‌کند، به بوستون می‌رسد. در آنجا هیثم وظیفه دارد تا چارلز لی، ویلیام جانسون، توماس هیکی، بنجامین چرچ و جاناتان پیتکرین را پیدا کرده و با خود همراه کند. در این بین او یک تاجر برده به نام سایلِس تَچر را کشته و یکی از بزرگ‌ترین قبایل مردم موهاکی معادنِ چرت را آزاد می‌کند و آن‌ها نیز به جنبش او می‌پیوندند.
یک دختر از اهالی قبیله به نام «زیو» می‌پذیرد در ازای کشتن ژنرال ادوارد برادوک، کسی که مردم او را به بردگی کشانده‌است، هیثم را یاری نماید تا به معبد بزرگ برسد. هیثم نیز در حالی که تحرکات بودنبروک را دنبال می‌کند، او را هنگام عقب‌نشینی از جنگ فو دو کِن (جنگی میان سرخ‌پوستان بومی آمریکا و استعمارگران) می‌کشد. سپس زیو او را به معبد بزرگ می‌برد اما مدالی که هیتام از تئاتر لندن دزدیده‌است قادر به بازکردن در آن نیست. در همین نقطه روابط عاشقانهٔ زیو و هیثم آغاز می‌شود.
کمی بعد هیثم از افراد فرقه‌اش می‌خواهد تا چارلز لی، همراه همیشگی‌اش را بتواند وارد نهادشان کند. پس از آنکه همه می‌پذیرند و چارلز لی سوگندهای خودش را ایرا می‌کند، هیثم ورود او را به فرقهٔ تمپلارها خوش‌آمد می‌گوید. این اتفاق باعث غافلگیری دزموند می‌شود و او از آنیموس خارج می‌شود تا بتواند اطلاعات جدیدی که به دست آورده را هضم نماید و سپس درگیری مختصری با پدرش پیدا می‌کند زیرا معتقد است پدرش با او مثل یک گروگان رفتار می‌کند. ویلیام نیز خشمگین شده و سعی می‌کند به او حمله نماید. پس از آنکه درگیری تمام می‌شود شاون به دزموند حق انتخاب می‌دهد که یا درون معبد بزرگ را بگردد یا به آنیموس بازگردد.
پس از این زاویه دید بازی به کودکی رادونهاگه دون، پسر هیثم و زیو، در ۱۷۶۰ تغییر می‌کند. او در حالی که برای بازی با کودکان دیگر به جنگل رفته‌است با همراهان هیثم، رو به رو می‌شود. چارلز لی او را با ضربه‌ای بی‌هوش می‌کند. پس از آن‌که به هوش می‌آید می‌بیند که به دهکدهٔ آن‌ها حمله شده و مادرش درون خانه‌ای سوزان حبس شده‌است. رادونهاگه دون که نمی‌تواند مادرش را نجات بدهد شاهد مرگ اوست. او باور دارد که این حمله توسط چارلز لی رهبری شده‌است.
سال‌ها بعد، یکی از ریش‌سفیدان قبیله دربارهٔ وظیفهٔ قبیلهٔ آن‌ها در محافظت از کشف شدن معبد بزرگ با رادونهاگه دون نوجوان صحبت می‌کند. همچنین یک گوی شفاف به او می‌دهد که باعث می‌شود با جونو ارتباط برقرار کند. جونو دربارهٔ اهمیتش با او صحبت می‌کند و نشان حشاشین را به او نشان می‌دهد. این نشان او را به سمت یکی از اعضای بازنشستهٔ حشاشین، اکیلیس دیونپورت می‌برد. اکیلیس نیز با اکراه قبول می‌کند تا او را به عنوان یکی از حشاشین آموزش بدهد.
پس از محافظت از ملک اربابی دیونپورت، رادونهاگه دون به پیشنهاد اکیلیس نام کانر (نام پسر اکیلیس که در اثر بیماری چند سال پیش‌تر فوت کرده‌است) را برای خود برگزیده، برای خرید بعضی ملزومات به بوستون سفر می‌کنند. کانر در بوستون به قدری مبهوت شده‌است که اکیلیس مجبور است برای جلوگیری از خیره شدنش به رهگذران به او دشنام بدهد. سپس اکیلیس او را به یک فروشگاه می‌فرستد تا الوار و چند وسیلهٔ دیگر را خریده و به کالسکه‌شان منتقل کند. پس از خریدن ملزومات کانر شاهد شورش مردم بوستون در مقابل سربازان بریتانیایی در ماجرای کشتار بوستون در پنجم می است. پس از اینکه نزد اکیلیس بازمی‌گردد، اکیلیس هیثم را در حال صحبت کردن با یک مرد دیگر می‌بیند و چون می‌ترسد تمپلارها در حال دسیسه‌چینی در میان این اتفاقات باشند، کانر را برای کسب اطلاعات دنبالشان می‌فرستد.
کانر در تعقیب مردی به بالای سقف خانه‌ای می‌رود و از شلیک او به سمت جمعیت ممانعت می‌کند. با این حال چارلز لی که بر روی سقف دیگری در آن نزدیکی ایستاده تیری به هوا شلیک می‌کند تا باعث حملهٔ مأموران انگلیسی به مردم شوند. در همین حال هیثم به یک نگهبان نزدیک شده و کانر را بر سقف خانه نشان می‌دهد. مأموران دسته‌هایی را برای تعقیب او در شهر می‌فرستند و او را به شلیک اولین گلوله متهم می‌کنند.
کانر سپس با ساموئل آدامز آشنا می‌شود و آدامز به او یاد می‌دهد که چگونه بدنامی‌اش در شهر را با کندن پوسترهای تحت تعقیب یا رشوه دادن به جارچی‌ها و اعلام‌گرها کاهش بدهد. سپس آدامز او را به بندر می‌برد تا او در امنیت به خانه بازگردد. وقتی کانر نزد اکیلیس برمی‌گردد، با ناراحتی به او می‌گوید که چرا در بوستون تنهایش گذاشته و اکیلیس خاطرنشان می‌کند که یک روز تجربه باارزش‌تر از ماه‌ها تمرین است و برای موفقیت‌هایش دو خنجر پنهان حشاشین را به او می‌دهد.
کمی بعد مردی با فریاد کمک‌خواهی دم خانهٔ اکیلیس می‌آید و کانر همراه او به نزدیکی رودخانه می‌رود. در آن‌جا می‌بیند مرد دیگری داخل رودخانه افتاده و در حالی که یک کُنده را چسبیده به سمت آبشار کشیده می‌شود. کانر او را دنبال می‌کند و پیش از سقوط از آبشار نجاتش می‌دهد. این دو مرد، تری و گادفری شغل‌شان چوب‌بری است و به دنبال مکانی برای ساخت کارگاه می‌گردند. کانر به آن‌ها مکانی مناسب را نشان می‌دهد و آن‌ها کار خود را در آن‌جا آغاز می‌کنند.
کمی بعد کانر به لنس اُدانل برمی‌خورد که ارابه‌اش توسط راهزنان مورد حمله قرار گرفته و او کمک می‌کند تا لنس بتواند ارابه‌اش را نجات دهد. این مرد نیز در کنارتری و گادفری محلی برای خود می‌سازد و به شریک تجاری کانر بدل می‌شود و برای حشاشین سلاح‌های مخصوص، کیف‌ها و اسباب‌های جدید به ارمغان می‌آورد.
سپس اکیلیس از کانر می‌خواهد تا همراهش برود و چیزی که دارایی می‌نامد را ببیند. در یک خلیج کوچک کانر یک کشتی اوراق و یک کلبهٔ کوچک در کنار خلیج را مشاهده می‌کند. کانر و آشیل وارد کلبه می‌شوند و رابرت فالکنر را در حال نوشیدن می‌بینند. کانر به او پیشنهاد می‌دهد که پول مورد نیاز تعمیر کشتی را بدهد و رابرت نیز با خوشحالی قبول می‌کند برای کشتی خدمه‌ای فراهم نماید و آن را آمادهٔ دریانوردی کند.
شش ماه بعد رابرت کشتی‌اش به نام آکیلا را آماده می‌کند و از کانر می‌خواهد برای تنظیم توپ‌های جنگی کشتی با او بیاید. کانر نیز بدون درنگ همراه او می‌رود و چندین هفته را در دریاها سپری می‌کنند. در جایی رابرت دریانوردی و رهبری توپ‌ها را به کانر می‌دهد و کانر جواب اعتمادش را می‌دهد. سپس آن‌ها پس از انجام چند معامله به خانه برمی‌گردند.
هنگام بازگشت کانر فریادهای یک مرد مست را می‌شنود که از نامه‌هایی که توسط ویلیام کید بدنام نوشته شده صحبت می‌کند. پگ لگ برای کانر توضیح می‌دهد که این نامه‌ها جای گنجی مخفی را مشخص می‌کند و قبول می‌کند در ازای خرده‌ریزهایی از جعبهٔ گنج‌هایی که کانر در سرحدات پیدا می‌کند نامه‌ها را به کانر بدهد.
پس از آن‌که کانر به خانهٔ دیونپورت بازمی‌گردد اکیلیس با ترشرویی با او برخورد می‌کند زیرا کانر بدون خبر و خداحافظی مدتی طولانی را بیرون از خانه گذرانده‌است. بالاخره اکیلیس کانر را به زیرزمین برده و لباس حشاشین را به او می‌دهد و می‌گوید هر چند مرسوم است در مراسمی این لباس اهدا شود اما برای هیچکداممان این مراسم لازم نیست و تنها پس از اینکه کانر لباس را می‌پوشد به صورت شفاهی پیوستن او به انجمن برادری حشاشین را تبریک می‌گوید.
کانر شروع به جستجو در جنگل‌های سرحد می‌کند و با پیوستن به یک انجمن شکارچیان می‌تواند به کمک آن‌ها حیواناتی کمیاب مانند گربهٔ وحشی که کودکان دهکده‌ای را ترسانده و اذیت می‌کند، شکار کند. همچنین او در این جنگل‌ها با دنیل بون رو به رو می‌شود و به داستان‌های رویارویی‌اش با موجودات افسانه‌ای و اسرارآمیز گوش می‌دهد و در پایان با لحنی دوستانه دلایل منطقی این رخدادها را یافته و به او می‌گوید.
در همین سرحدات، کانر با وارن و همسرش پرودنس که کشاورز هستند رو به رو می‌شوند. آن‌ها چون حاضر نشده‌اند مازاد محصولشان را به نیروهای بریتانیایی بدهند، تحت فشار و ضرب و شتم آن‌ها قرار گرفته‌اند. کانر پس از آن‌که به آن‌ها کمک می‌کند تا مأموران بریتانیایی را از آن‌ها دور کند، زمینی در منطقهٔ خود به آن‌ها پیشنهاد می‌دهد و آن‌ها نیز قبول می‌کنند.
همچنین کانر پس از پیروزی یک مسابقهٔ جیب‌زنی به گروه خروس جنگی‌های بوستون می‌پیوندد. این گروه چالش‌هایی تازه برای او در نظر می‌گیرد. همچنین با عضویت در این گروه کانر می‌تواند به اکتشاف تونل‌های زیرزمینی که توسط فراماسون‌ها استفاده می‌شود و آدامز به او نشان داده‌است، بپردازد.
در ۱۷۷۳ کانر قراردادی برای دفاع از کشتی بازرگانی هندرسون در ساحل شرقی امضا می‌کند و همچنین متعهد می‌شود کشتی جنگی سنت جیمز را شکار کند. همچنین او قصد دارد با هدایت کشتی باهاماس کشتی ویندرمر را که حامل محمولهٔ تمپلارها است نابود کند. به علاوه او قصد دارد کشتی لویاتان که مسافری سری از تمپلارها را همراه دارد از بین ببرد. کانر و فالکنر پس از یورش به ماریا وینه‌یارد و در حین بازجویی‌ها متوجه می‌شوند قلعهٔ فونیکس در کنترل تمپلارهاست و مجبور می‌شود آن را به دست آورد.
سپس کانر نامه‌ای از ویلیام کید به دست می‌آورد که سال‌ها قبل خطاب به مردی زندانی به نام لوکی لِم در قلعهٔ ولکات نوشته شده‌است. در نتیجه کانر وارد قلعه شده و در سلول لم نقشه‌ای می‌یابد که در توضیحش نوشته شده‌است «آن زیر تخت عقاب دراز می‌کشد». سپس کانر در حالی که قلعه زیر آتش توپ‌های کشتی آکیلاست به داخل آب پریده و از قلعهٔ شعله‌ور می‌گریزد.
پس از آن‌که کانر یک عضو تمام‌عیار از گروه برادری حشاشین می‌شود شروع به پاکسازی تمپلارها از مناطق مستعمره‌نشین می‌کند. در قدم نخست، در سال ۱۷۷۳، یکی از اهالی قبیلهٔ کانر، کاننتوکن به خانهٔ اکیلیس می‌آید و به او خبر می‌دهد که ویلیام جانسون قصد خرید اجبارانهٔ زمین‌های آن‌ها را دارد. کانر بر خلاف توصیه‌های اکیلیس که او را از تصمیم‌های عجولانه بر حذر می‌دارد، تصمیم می‌گیرد به دنبال جانسون برود.
در مسیر او به شکارچی مصدومی به نام میریام(Myriam) برمی‌خورد که توسط شکارچیان راهزن در منطقهٔ خانگی کانر مورد ضرب و شتم قرار گرفته‌است. کانر پس از اینکه او را به ملک اربابی اکیلیس می‌برد و به اکیلیس می‌سپاردش به سمت راهزنان رفته و به جز یکی که باید خبر هشدارآمیز این اتفاق را برای دوستانش ببرد، همه را می‌کشد. میریام نیز در شمال ملک اربابی ساکن می‌شود.
جانسون برای فراهم نمودن منابع مالی مورد نیاز به کمک روابط هیکی در بازار سیاه، شروع به قاچاق چای بریتانیایی که در آن زمان مالیات سنگینی دارد می‌نماید. افراد جانسون نیز به عنوان مأمور جمع‌آوری مالیات به خانهٔ شهروندان رفته و طلب پول می‌کنند. کانر کمی بعد با آدامز ملاقات می‌کند و او پیشنهاد می‌کند برای یافتن جانسون به او کمک نماید و در ازایش کانر نیز به آدامز کمک می‌کند تا اجحاف‌های جانسون به وسیلهٔ تجارت چای را از بین ببرد. در همین حین کانر با استفان شاپو، میخانه‌داری فرانسوی آشنا می‌شود و به او کمک می‌کند مأموران مالیاتچی‌ای که او را اذیت می‌کنند، از بین بروند. مردم بوستون از قانون تمبر و مالیات تعیین‌شده توسط پارلمان بریتانیا، راضی نیستند. با تکیه به همین دلیل، استفان در جای جای بوستون مردم خشمگین را تهییج به شورش در برابر وفادارماندگان می‌کند. کمی بعد آن‌ها مباشر اصلی ترابری چای را می‌یابند و کانر استفان را مسئول قتل او می‌کند و مانند شاگردی تازه‌وارد چیزهایی به او یاد می‌دهد.
کمی بعد آن‌ها آدامز را دوباره می‌بینند و او از کشتی‌های حمل چای جدیدی سخن می‌گوید که باید مورد حمله قرار گیرند. در این حین کانر از پسران آزادی در مهمانی چای بوستون محافظت می‌کند و مثل سایر مردم با همراهی پل ریویر و ویلیام مولینکس جعبه‌های چای را از کشتی به درون بندرگاه می‌ریزد. در حالی که جانسون، جان پیتکرن و چارلز لی که از دور به محموله‌شان می‌نگرند، کانر آخرین جعبهٔ چای را به عنوان نمادی از شروع طغیان داخل آب می‌اندازد. کانر پس از آن به مردم در سرتاسر بوستون یاری می‌رساند و دو نوجوان به نام‌های دانکن کوچولو و کلیپر ویلکینسون را به عنوان شاگرد به خدمت می‌گیرد.
کانر همچنین نوریس کوچک را که توسط سربازان مست مورد حمله قرار گرفته بود را به منطقهٔ خانگی خود می‌آورد. یک پزشک به نام لایل وایت نیز به آن‌جا می‌آید تا کودک وارن و پرودنس را به دنیا بیاورد. همچنین پس از آن‌که مهمانخانه‌ای توسط الیور و کارین تأسیس می‌شود، منطقهٔ خانگی گسترش بیشتری می‌یابد.
هنگامی که کانر نزد اکیلیس برمی‌گردد، اکیلیس از او می‌پرسد که آیا ویلیام جانسون کشته شده‌است و کانر جواب می‌دهد با از بین بردن منابع مالی او دیگر نیازی به از بین بردن خود او حس نکرده‌است. شش ماه بعد باز هم مردم قبیلهٔ او در برابر ویلیام جانسون که پول مورد نیازش را از جایی دیگر تأمین کرده، به مشکل برمی‌خورند.
ویلیام جانسون در سالن جانسون در شهر جانز تاون با رهبران ایروکوا تحت مراقبت مزدورانش و سربازان بریتانیایی دیدار می‌کند تا شرایط خرید زمین‌هایشان را برای آن‌ها با تهدید تعیین نماید. اما بسیاری از رهبران ایروکوا از او سرپیچی کرده و اعلام می‌کنند حاضرند برای زمین‌هایشان بجنگند.
کانر بدون جلب توجه وارد منطقه می‌شود و با پریدن از بالای ملک اربابی جانسون او را می‌کشد. در اینجا جانسون به او می‌گوید که هدف او نه کسب سود بیشتر، بلکه محافظت و حمایت از قبایل ایروکوا بوده و به کانر هشدار می‌دهد که مستعمره‌نشینان برای مردم او به یک تهدید تبدیل شده‌اند.
کانر نامهٔ دیگری از ویلیام کید خطاب به ایبل اووِن می‌یابد که در کشتی مخروبه‌ای در جزیرهٔ دد چست آیلند در میان جزایر ویرجین قرار دارد. در قبرستان کشتی‌های جزیره کانر با نگهبانانی که از تکهٔ نقشهٔ اوون محافظت می‌کند رو به رو می‌شود و آن‌ها را تعقیب می‌کند. پس از آن او دومین سرنخ را می‌خواند: «نزدیک اقامتگاه گرگ». همچنین او به سمت جنگل‌های سِروس رفته و شمشیر ویلیام کید را از یک هرم متعلق به تمدن مایا برمی‌دارد.
سال بعد یک نامه از پاول ریویر به منطقهٔ خانگی می‌آید و از او کمک می‌خواهد. کانر مؤدبانه این درخواست را رد می‌کند و از این‌که پسران آزادی به اشتباه او را یکی از خود می‌دانند، دلگیر می‌شود، اما اکیلیس اشاره می‌کند که در نامهٔ ریویر نام جان پیتکرن نیز برده شده‌است و نظر کانر را تغییر می‌دهد.
گرچه کانر با ریویر ملاقات می‌کند اما از اینکه جان پیتکرن در این ملاقات حضور ندارد افسوس می‌خورد. ریویر از او می‌خواهد تا به اقامتگاه‌های لکسینگتون و کنکورد هشدار آمدن ارتش بریتانیا را بدهد و به او قول می‌دهد که پس از آن مکان جان پیتکرن را برای او بیابد. پس از دادن این هشدارها کانر به ارتش قاره‌ای در نبردی خونین در لکسینگتون می‌پیوندد. پیتکرن در این نبرد حضور دارد اما کانر ترجیح می‌دهد به جای تعقیب او به دفاع از شهر کمک کند.
سپس کانر به همراه ساموئل آدامز به مراسم سخنرانی جرج واشینگتن، فرماندهٔ کل ارتش قاره‌ای می‌رود. در حین سخنرانی کانر صدای چارلز لی را که پشت سر او نشسته‌است، می‌شنود. او بلافاصله به مقابله با چارلز لی برمی‌خیزد اما ساموئل آدامز مداخله کرده و سعی می‌کند حواس او را با معرفی‌اش به واشینگتن پرت کند. واشینگتن به گرمی از او استقبال می‌کند و کانر نیز تأیید می‌کند که تنها واشینگتن است که می‌تواند آمریکا را به سمت آزادی رهبری کند.
کانر سپس به نبرد بانکرهیل رفته و با فرماندهٔ ارتش قاره‌ای در این نبرد، ایزرائیل پاتنم رو به رو می‌شود. ارتش قاره‌ای زیر آتش سنگین توپخانهٔ کشتی‌های ارتش بریتانیایی تحت فشار است و کانر پیشنهاد می‌کند تا توپخانهٔ کشتی‌ها را از بین ببرد و پس از اینکه این کار را انجام داد، پاتنم می‌تواند با افراشته شدن پرچم آمریکا بر فراز کشتی مطلع شود. کانر معتقد است این کار باعث می‌شود جان پیتکرن از مخفیگاهش خارج شود.
پس از اینکه پیتکرن و نیروهایش به منطقه‌ای مطمئن‌تر در بیرون شهر عقب‌نشینی می‌کنند، کانر با نفوذ به قرارگاه آن‌ها پیتکرن را از فراز یک درخت به قتل می‌رساند. پیتکرن نیز پیش از مرگ توجیهاتی شبیه جانسون به زبان می‌آورد. کانر نامه‌ای در لباس پیتکرن می‌یابد که خبر از طرح توطئه‌ای برای کشتن جرج واشینگتن می‌دهد. سپس کانر پیش از آن‌که نیروهای بریتانیایی دست‌شان به او برسد فرار می‌کند.
کانر شروع به تحقیق دربارهٔ توطئهٔ قتل واشینگتن می‌کند، هرچند چیز زیادی به دست نمی‌آورد اما اسرار تازه‌ای می‌فهمد که می‌تواند منابع مالی انقلاب را به خطر بیندازد. به همین دلیل او کشتی اچ‌ام‌اس دارتمور را غرق می‌کند.
در ۱۷۷۶، آشیل یکی از متحدانش به نام بنجامین تالماج را فرامی‌خواند تا به کانر کمک کند تا توماس هیکی را در نیویورک بیابند. تالماج توضیح می‌دهد که هیکی مسئول جعل پول و نقشهٔ قتل واشینگتن است. هنگامی که کانر هیکی را می‌یابد خنجر پنهانش را به نشانهٔ حشاشین نشان می‌دهد و هیکی می‌گوید که گمان می‌کرده فرقهٔ آن‌ها تا الآن از بین رفته باشد و سپس فرار می‌کند. کانر او را تعقیب کرده و می‌گیرد اما هر دو توسط نگهبانان دستگیر می‌شوند. کانر سعی می‌کند توضیح دهد که او در این باره بی‌گناه است اما با ضربهٔ قنداق تفنگ بی‌هوش می‌شود و با توماس هیکی هر دو به جرم جعل کردن به زندان برایدول فرستاده می‌شوند.
وقتی کانر در زندان بیدار می‌شود می‌فهمد که هیکی در سلول کنار او زندانی است و می‌گوید که خوشحال است که واشینگتن با زندانی شدن او حداقل در امان است اما هیکی به دو تمپلاری که به سلول او نزدیک می‌شوند اشاره می‌کند. چالز لی و هیثم کنوی او را آزاد می‌کنند اما خاطرنشان می‌کنند که این آزادی فقط به معنی انتقال به یک زندان بزرگ‌تر است، زیرا تحقیقات دربارهٔ نقش او در پول‌های جعلی و نقش او در توطئهٔ قتل واشینگتن هنوز در جریان است.
وقتی تمپلارها در حال رفتن هستند، هیکی می‌پرسد که با این عضو حشاشین چه کار باید بکنند و هیثم حل دردسر کانر را به چارلز لی می‌سپارد. چارلز لی نیز به او اطمینان می‌دهد برنامه‌ای برای کانر در نظر دارد که با یک سنگ دو پرنده را شکار می‌کند. پس از اینکه تمپلارها می‌روند کانر حرف‌های دو زندانی را گوش می‌دهد و می‌فهمد که زندانی دیگری به نام میسون ویمز یک کلید ساخته‌است. کانر می‌تواند علاقهٔ او را با گفتن اینکه در تلاش برای نجات جان واشینگتن است، جلب کند زیرا به نظر می‌رسد ویمز واشینگتن را یکی از مهره‌های اصلی استقلال کشورش می‌داند.
ویمز می‌گوید که کلیدی که ساخته‌است توسط یک زندانی دیگر دزدیده شده‌است. کانر کلید را دوباره از زندانی سارق می‌دزدد اما درمی‌یابد که کلید نمی‌تواند در سلولش را باز نماید. او فردای آن روز دوباره نزد میسون ویمز می‌رود و میسون می‌گوید که کلید برای بازکردن ساخته نشده‌است، بلکه نقشش این است که با کلید واقعی یکی از نگهبانان به نام واردن عوض شود. همچنین ذکر می‌کند که تنها راه نزدیک شدن به واردن زندانی شدن درسیاه‌چال انفرادی است. کانر با چند زندانی دعوا می‌کند تا نگهبانان او را مهار کرده و به سیاه‌چال ببرند.
او کلید خود را با کلید واردن عوض می‌کند و دزدکی خود را به بخشی می‌رساند که ویمز منتظر اوست. کانر پیش از رفتن به سلول هیکی از او تشکر کرده و می‌گوید که روزی لطفش را جبران می‌کند. در سلول هیکی او تنها جسد واردن را پیدا می‌کند و سپس هیکی و چارلز لی را در درگاه سلول می‌بیند. آن‌ها با تهدید اسلحه به او می‌گویند که او قرار است به خاطر دسیسه‌چینی برای قتل واشینگتن و همچنین کشتن واردن محاکمه شود.
کانر به چارلز لی حمله می‌کند اما به خاطر خستگی ناشی از نبرد با زندانیان به راحتی شکست می‌خورد. در همین حال چارلز لی درمی‌یابد که کانر همان پسربچه‌ای است که چندین سال پیش در جنگل با او رو به رو شده‌است و می‌گوید که خوشحال است کانر به قولش عمل کرده و او را یافته‌است. سپس لی کانر را بی‌هوش کرده و او را به سلولش بازمی‌گرداند.
کمی بعد در همان روز کانر در حالی که به سمت مکان اعدامش، جایی که با هیکی ملاقات کرده بود، برده می‌شود، به هوش می‌آید. کانر می‌گوید که گمان می‌کرده او در یک دادگاه محاکمه می‌شود اما هیکی می‌گوید برای کسانی که به خیانت متهم می‌شوند دادگاه اجازهٔ تشکیل ندارد. کانر در حالی که توسط صدها تماشاگر تحقیر می‌شود، به سمت چوبهٔ دار می‌رود، و واشینگتن، لی و هیکی او را تماشا می‌کنند. در همین حال کانر اعضای حشاشین را می‌بیند که در خانه‌های اطراف نگهبانان مشرف به صحنه را از بین می‌برند و وقتی با مشت یکی از تماشاگران به زمین می‌افتد، اکیلیس را می‌بیند که برای کمک به او آنجاست.
اکیلیس به او می‌گوید هنگامی که حس می‌کند موقع رهایی است یک علامت ساده بدهد. در حالی که چارلز لی قرار بود برای جمعیت صحبت کند و طناب را دور گردن کانر بیندازد، درست هنگام بازشدن دریچهٔ زیرپایش با یک سوت به حشاشین علامت می‌دهد و پیش از آن‌که طناب خفه‌اش کند بریده می‌شود. اکیلیس کانر را روی پایش می‌ایستاند و از چوبهٔ دار پایین می‌کشد و تبر او را به او می‌دهد.
کانر در میان جمعیت بی‌نظم به سوی واشینگتن که با محافظانش در عقب ایستاده‌است، می‌دود در حالی که اعضای حشاشین مردان هیکی را به خود مشغول کرده‌اند. هیکی مستأصلانه به سمت واشینگتن می‌دود تا او را به قتل برساند اما کانر پیش از این اتفاق او را گیر انداخته و به قتل می‌رساند. پیش از مردن هیکی برای کانر اعتراف می‌کند که به فرقهٔ تمپلارها اهمیت نمی‌دهد و به خاطر پول و قدرت است که از آن‌ها پیروی می‌کند.
کانر متوجه می‌شود که توسط مأموران مسلح زیادی محاصره شده‌است اما پاتنم به موقع رسیده و به سربازان ارتش قاره‌ای دستور می‌دهد تفنگ‌هایشان را پایین بیاورند زیرا او جان واشینگتن را نجات داده‌است. کانر می‌پرسد که واشینگتن کجاست و می‌فهمد او نیویورک را به قصد فیلادلفیا ترک کرده‌است. آشیل و کانر هر دو به آن‌جا می‌روند و کانر تصمیم دارد دربارهٔ کشمکش‌های میان حشاشین و تمپلارها به واشینگتن بگوید چون اعتقاد دارد که باید بداند چه چیزی در برابرش ایستاده‌است، اما اکیلیس پیشنهاد می‌کند که این حرف را نزند زیرا تنها باعث آشفتگی و گیجی واشینگتن می‌شود.
در داخل اتاق کانر در کنار افرادی دیگر اعلامیه استقلال آمریکا را امضا می‌کند تا اعلام نمایند ایالات سیزده‌گانه‌ی ایالات متحده از زیر یوغ بریتانیا خارج شده‌اند. واشینگتن نیز فیلادلفیا را به مقصد جبههٔ نیویورک ترک می‌کند. پس از عقب‌نشینی ارتش قاره‌ای، کانر دبورا کارتر، جیکوب زنگر و جیمی کالی را که به او در ممانعت از سواستفادهٔ تمپلارها از اشغال شدن شهر توسط بریتانیا یاری رسانده‌اند، به عنوان حشاشین کارآموز استخدام می‌کند. کانر همچنین یک آهنگر به نام دیوید والستون را به همراه همسرش الن که خیاط است و دخترشان ماریا به منطقهٔ خانگی دوانپورت دعوت می‌کند. در این منطقه یک کلیسا نیز به رهبری کشیش تیموتی در حال ساخت است. کانر با نفوذ به قلعه‌ها و کشتن فرماندهانشان و افراشتن پرچم ملی آمریکا به انقلاب کمک می‌نماید. او در کنار واشینگتن هنگام گذشتن از رود دلاور ایستاد در حالی که در آن کریسمس بریتانیایی‌ها در نیوجرسی به آن‌ها شبیخون زدند.
در شهر نانتاکت کانر و فالکنر با آماندا بیلی رو به رو می‌شوند. آماندا به آن‌ها دربارهٔ حملات کشتی یواس‌اس رندولف به کاپیتانی دریادار قاره‌ای، نیکلاس بیدل به کشتی‌های آمریکایی می‌گوید. آن‌ها رندولف را دنبال می‌کنند اما در کمین چندین کشتی تمپلار گرفتار می‌شوند. گرچه آکیلا تمام آن کشتی‌ها را غرق نمود اما بیدل زمان لازم برای فرار را به دست آورد.
کانر بار دیگر فرماندهی آکیلا را برای حفاظت از کشتی فرانسوی، لا بِلادونا برعهده می‌گیرد. پیش از آن وظیفهٔ محافظت بلادونا بر عهدهٔ رندولف بود اما در میان دریا آن را تنها گذاشت. یکی از خدمهٔ بلادونا به آکیلا می‌آید تا مطمئن شود که آن‌ها قرار نیست میانهٔ راه ترکشان کنند. کمی بعد تمپلارها به بلادونا حمله می‌کنند. آکیلا و بلادونا به کمک هم کشتی‌های بسیاری را غرق می‌کنند اما با مداخلهٔ کشتی مَن آو وار، دکل بلادونا شکسته و به گل می‌نشیند.
کانر دستور می‌دهد که با شلیک زنجیر به من آو وار دکل آن را نابود کنند و پس از آن با رفتن به داخل کشتی من آو وار، با فرمانده‌اش جنگیده و سعی می‌کند اطلاعاتی از او به دست آورد. مشاهدهٔ این فرمانده آشکار کرد که آن‌ها از طرف بریتانیا به کشتی بلادونا حمله نکرده‌اند و کشتی او و کشتی‌هایی مثل رندولف، همه تحت فرمان تمپلارها هستند. این قضیه با دیدن حلقهٔ تمپلارها بر انگشت فرمانده در ذهن کانر شکل گرفت. هر چند کانر رندولف را در نزدیکی مشاهده می‌کند اما چون وظیفهٔ محافظت از بلادونا را بر عهده دارد، آن را تعقیب نمی‌کند. آکیلا با کشتی بریتانیایی دیگری به نام پروسپکتور به نبرد می‌پردازد. در همین سال آکیلا با غرق کردن کشتی خصوصی سامرست در باهاماس به کشتی آمریکایی ایندپندنس کمک می‌کند.
کانر برای پیدا کردن نقشهٔ هندریک ون در هول از کشتی غرق شدهٔ اکتاویوس به گذرگاه شمال غربی می‌رود. درست هنگامی که ویرانه‌های کشتی شروع به غرق شدن در آب‌های یخ زده کردند، کانر نقشه را از دستان جنازهٔ هندریک ون در هول درمی‌آورد. پس از فرار از اکتاویوس، کانر سرنخ سومین نقشه را می‌خواند که در آن ذکر شده «و سنگ را هنگامی که مناسب نیست کنار بگذار». کانر سپس برای قطعهٔ بعدی نقشهٔ گنج ویلیام کید به دژ ادینبورو در جامائیکا می‌رود تا در سیاهچال‌های آن که خانه قاتل سریالی لوییس هاچینسون، بوده آن را پیدا کند. سرنخ چهارم این است «نزدیک به درختی که توسط آتش بوسیده شده».
پس از پیدا کردن تمام قطعات نقشهٔ گنج کید، کانر و فاکنر آن‌ها را کنار هم گذاشته و محل آن را در اووک آیلند می‌یابند. سپس کانر به سرعت معماهای طرح شده توسط کید را حل می‌کند تا به گودالی که گنج را در آن قرار داده‌است برسد. کانر و فالکنر سپس مواد منفجره‌ای برای بازکردن گودال استفاده کرده و سپس در میان غار آهکی زیر اوک آیلند با حشاشین به جستجو پرداختند و گنج کید که یک حلقهٔ ساده است را در حالی که میان یک بلور معلق است، پیدا می‌کند. اما غار بر اثر انفجار شروع به فروریختن می‌کند و کانر به زحمت از آن فرار می‌کند. کانر هنگامی که گنج کید را یک حلقه می‌بیند، ناامید می‌شود ولی هنگامی که در دستش می‌گیرد و انرژی آن را که قمقمه‌اش را می‌شکند، حس می‌کند نظرش تغییر می‌کند. کانر متوجه می‌شود که کسی که حلقه را دستش می‌کند می‌تواند از خود در برابر آتش تفنگ‌ها محافظت نماید.
کمی بعد در همان سال آکیلا در جزایر ویرجین با کشتی‌هایی که به نام گرگ‌های دریا معروف هستند، از جمله گریهوند و اورفئوس به نبرد می‌پردازد.
در۱۷۷۷، کانر به نیویورک می‌رود تا اِوِلین دِگرندپره، یکی از حشاشین لوئیزیانا از نیواورلئان را ملاقات نماید. اولین به کانر کمک می‌کند تا رد یک تمپلار و وفادار به سلطنت را به نام افسر دیویدسون از هنگ اتیوپیایی را دنبال کند. آن‌ها با یکدیگر به یک قلعه در نیویورک می‌روند و در حالی که اولین سعی می‌کند به داخل آن نفوذ کند، کانر حواس سربازان دیویدسون را پرت می‌کند. پس از مواجهه با دیویدسون، اولین بار دیگر کانر را می‌بیند تا اطلاعاتی که از دیویدسون به دست آورده را با او درمیان بگذارد و شکی که نسبت به راه و روش حشاشین پیدا کرده را با او درمیان بگذارد.
با وجود موفقیت‌های کانر او نتوانست تهدید به جانِ واشینگتن را کاملاً از بین ببرد. در زمستان ۱۷۷۷، کانر تصمیم می‌گیرد به واشینگتن هشدار بدهد اما اکیلیس سعی می‌کند او را متوقف نماید چون معتقد است حشاشین در سکوت کارشان را انجام می‌دهند و آن را جار نمی‌زنند. در مقابل کانر از رهبری او بر حشاشین مناطق استعماری به شدت انتقاد می‌کند و می‌گوید رهبری ضعیف او باعث استیلای تمپلارها بر مناطق استعماری شده‌است. اکیلیس می‌گوید زندگی داستان پریان نیست و پایان خوش در آن معنایی ندارد اما کانر حرف او را نمی‌پذیرد. هنگامی که کانر بر اسب خود سوار می‌شود اکیلیس خاطر نشان می‌کند که اگر رؤیای نجات دنیا را دارد نباید در این راه آن را نابود کند.
کانر در کمپ نیروهای قاره‌ای، دره فورج با واشینگتن دیدار می‌کند و فرمانده به او اطمینان می‌دهد که مدت زیادی است که تدارکات ارتشش دزدیده نشده‌است. واشینگتن نتیجه می‌گیرد پشت قضیهٔ دزدی‌ها بنجامین چرچ که جزئی از نیروهای ارتش قاره‌ای بوده و به تازگی از زندان آزاد شده قرار دارد و کانر را برای تحقیقات دربارهٔ او به کلیسای مخروبه‌ای می‌فرستد که به تازگی فعالیت‌های متهم در آن گزارش شده‌است.
کانر هنگامی که به کلیسا می‌رسد در نظر اول آن را خالی می‌بیند اما پس از وارد شدن مورد حملهٔ پدرش، هیثم کنوی که کمین کرده بود، قرار می‌گیرد. کانر خود را از دستان او رها می‌کند و او را متهم می‌کند که آمده‌است تا موارد دزدی بنجامین چرچ برای برادرانش در ارتش بریتانیا را چک نماید. هیثم می‌گوید که تمپلارها برای بریتانیایی‌ها کار نمی‌کنند و می‌پذیرد بنجامین چرچ همان‌طور که به ارتش قاره‌ای خیانت کرده، به تمپلارها نیز پشت کرده‌است. سپس پیشنهاد می‌کند به خاطر هدف مشترک‌شان که پیدا کردن چرچ است، مدتی با هم صلح کنند.
آن دو در فورنتیر رد چرچ را دنبال می‌کنند و در نهایت به کارخانهٔ آبجوسازی ساموئل اسمیت در نیویورک هدایت می‌شوند. شهرت هیثم باعث می‌شود که او بتواند به راحتی وارد شود اما کانر مخالفت می‌کند و اصرار می‌کند یا هر دو بروند یا هیچ‌کدام. به همین دلیل هیثم به راحتی وارد شده اما کانر لباس یک مزدور را می‌پوشد و در ادامه هیثم او را به‌طور علنی به عنوان پسرش معرفی می‌کند.
وقتی داخل می‌شوند هیثم از کانر دربارهٔ مادرش زیو که پس از باردار شدن کانر تمام ارتباطاتش با او را قطع کرده، می‌پرسد. هنگامی که کانر می‌گوید مادرش با دستور هیثم کشته شده‌است، هیثم شوکه می‌شود. هیثم می‌گوید که چنین دستوری را نداده اما کانر او را نادیده می‌گیرد و تنها می‌گوید که او را نمی‌بخشد.
آن‌ها به چرچ می‌رسند اما هنگامی که رویش را به آن‌ها می‌کند معلوم می‌شود که او چرچ نیست و صرفاً یک طعمه بوده و با علامت دادن نگهبانان کمین کرده به آن‌ها حمله می‌کنند. کانر و هیثم با موفقیت در مبارزه با مزدوران پیروز می‌شوند و از یکی از آن‌ها سؤال می‌کنند چرچ و محموله‌های دزدیده شده کجا قرار دارند. طبق گفتهٔ او چرچ در کشتی وِلکام پنهان شده‌است. پس از آن نگهبانان مسلح به بشکه‌های باروت تیراندازی و ساختمان را طعمهٔ حریق می‌کنند که باعث می‌شود آن‌ها پس از فرار از آتش از پنجره‌ای بسته به داخل آب بپرند.
کانر و هیثم با کشتی آکیلا به شکار بنجامین چرچ می‌روند. در دریا پس از نابودی کشتی‌های مزدوران چرچ، با شلیک زنجیر به دکل‌های کشتی ولکام، آن را زمین‌گیر می‌کنند. وقتی آن‌ها به ولکام نزدیک می‌شوند هیثم کانر را پس زده و آکیلا را به ولکام می‌کوبد و خدمهٔ کشتی‌ها شروع به نبرد با یکدیگر می‌کنند.
کانر افسرانی که روی عرشه حضور دارند را کشته و در زیر عرشه به دنبال پدرش می‌گردد. او هیثم را در حالی می‌یابد که با خشونت تمام بنجامین چرچ را کتک می‌زند و برای خیانت به تمپلارها او را بازخواست می‌نماید. کانر پدرش را از چرچ جدا می‌کند و خودش شروع به سؤال کردن از چرچ می‌کند. چرچ از صحبت کردن امتناع می‌کند و کانر با خنجر پنهانش او را زخمی می‌کند. چرچ پیش از مرگش اعتراف می‌کند که محموله‌های دزدیده شده در جزیره‌ای در نزدیکی مارتینیک قرار دارد. او همچنین سعی می‌کند خود را توجیه کند و می‌گوید شاه جرج حق دارد که حس کند به او خیانت شده‌است و اعمال بریتانیا بدون علت نیست.
کانر که از همکاری با پدرش خوشحال است محموله‌های دزدیده شده را می‌یابد. کانر به فکر می‌افتد که شاید با عقاید مشترکی که میان حشاشین و تمپلارها به وجود آمده‌است بتوان این دو گروه را با یکدیگر متحد نمود.
در ۱۷۷۸ در یک شب طوفانی حشاشین کشتی رندولف را پیدا کرده و آن را دنبال می‌کنند. نیکلاس بیدل آن‌ها را به یک کمین می‌کشاند و آکیلا توسط رندولف و دو کشتی من آو وار محاصره می‌شود. علی‌رغم اینکه اختلافات میان کانر و فالکنر شدت می‌گیرد، آکیلا دو کشتی من آو وار و دکل رندولف را نابود می‌کند.
خدمهٔ آکیلا وارد رندولف شده و با خدمهٔ آن می‌جنگند اما کانر مستقیم به سمت بیدل می‌رود و در برابر چشمان خدمهٔ رندولف با او به مبارزه می‌پردازد. در میان مبارزه یک انفجار باعث می‌شود تا کانر و بیدل به سطح داخلی کشتی سقوط کنند و مبارزه را در آن‌جا ادامه بدهند. پس از این‌که بیدل زخمی کاری برمی‌دارد کانر می‌گوید که سلطنتش بر دریاها تمام شده‌است و بیدل نیز می‌گوید که احمقانه‌ست که کانر فکر کند دشمن جنبش اوست و درخواست می‌کند اجازه دهد رندولف به همراه او غرق شود. در حالی که فالکنر رندولف را یک غنیمت عالی به حساب می‌آورد، کانر طبق خواستهٔ بیدل آن را غرق نمود.
کمی بعد کانر به امید اینکه اتحادی همیشگی با پدرش برقرار کند، به جستجوی هیثم می‌پردازد. کانر از اکیلیس به خاطر حرف‌هایی که زده بود عذرخواهی می‌کند و ایدهٔ اتحاد را با او درمیان می‌گذارد. اکیلیس به شدت با این ایده مخالفت می‌کند و می‌گوید حشاشین و تمپلارها هیچ‌گاه نمی‌توانند کنار یکدیگر کار کنند و رسیدن به اهدافی که در ذهن دارند با زنده ماندن هیثم در تضاد است.
با این حال کانر دنبال پدرش به نیویورک می‌رود و درمی‌یابد تمپلارها به دنبال نقشه‌های ارتش بریتانیا هستند. هیثم از اینکه جاسوسانش خبری از نقشه‌ها ندارند، کلافه است. کانر پیشنهاد می‌دهد برای این کار فرماندهان ارتش بریتانیا را بیابند. آن دو در پی فرماندهان، به یک جلسه در کلیسای ترینیتی که در آتش‌سوزی عظیم نیویورک سوخته‌است، می‌رسند. پس از مبارزه آن‌ها می‌توانند سه فرمانده را دستگیر نمایند که پس از فرار یکی از آن‌ها و دستگیری دوباره‌اش توسط کانر، اطلاعاتی به دست می‌آورند.
هیثم در گوشه‌ای از قلعهٔ جرج بازجویی می‌کند و آن‌ها می‌گویند که ارتش بریتانیا نقشه دارد تا در دو روز آینده نیروهایش را از فیلادلفیا به نیویورک منتقل کند. پس از به دست آوردن اطلاعات، علی‌رغم مخالفت کانر، هیثم هر سه فرمانده را می‌کشد. کانر از اعمال پدرش عصبانی می‌شود اما سعی می‌کند به مسائل مهم‌تری توجه کند و به واشینگتن دربارهٔ حرکات ارتش بریتانیا هشدار دهد. با این حال هیثم اصرار دارد که به جای این‌کار به دیدار چارلز لی بروند اما کانر قبول نمی‌کند. وقتی واشینگتن را می‌بینند، در حالی که کانر وضعیت را برای او توضیح می‌دهد، هیثم پشت سر فرمانده مکاتبات واشینگتن را می‌خواند.
هیثم بلند نامه‌ای را می‌خواند که واشینگتن به خاطر کمک کانینکهاکا به ارتش بریتانیا تصمیم گرفته دهکدهٔ کانر را آتش بزند و بر زمین‌های زراعی آن‌ها نمک بپاشد. همچنین هیثم آتش‌سوزی چندین سال پیش دهکده را که موجب مرگ مادر کانر شده، به واشینگتن نسبت می‌دهد و او را مسئول می‌داند.
کانر روابطش با واشینگتن و هیثم قطع می‌کند و وقتی هیثم او را پسرم صدا می‌زند تا به دیدار چارلز لی بروند، کانر به درستی او را متهم می‌کند که اطلاعاتی که داشته را از او مخفی کرده تا زمان مناسبی برای ضربه زدن به وسیلهٔ آن‌ها بیابد. سپس هیثم و واشینگتن را تهدید کرد که اگر او را دنبال کنند یا سعی در متوقف کردنش داشته باشند، آن‌ها را می‌کشد. سپس کانر سفیرهای واشینگتن را پیش از آن‌که پیام حمله به دهکده را به مقصد برسانند از بین می‌برد و به دهکده‌اش بازمی‌گردد. کانر دهکده را فارغ از هرگونه تحرکات نظامی و جنگی می‌بیند اما به او خبر می‌دهند که چارلز لی جنگجویان چند دهکده را جمع کرده تا جلوی حملات سربازان ارتش قاره‌ای را بگیرند.
کانر برای نجات دهکده‌اش تمام جنگجویان دهکده‌اش را که در کمین سربازان قاره‌ای نشسته‌اند، متوقف می‌کند اما هنگامی که در آخر به کانینکهاکا می‌رسد، او کانر را پرتاب کرده و با چاقو تهدیدش می‌کند. او به کانر می‌گوید که نباید به او اعتماد می‌کرده چون که او بر ضد مردمش فعالیت می‌کند و توسط نهضت واشینگتن درگیر وسوسه شده‌است. هر چند کانر ناامیدانه اصرار می‌کند که لی دروغ به خورد او داده‌است اما کانینکهاکا به او حمله می‌کند و کانر مجبور می‌شود دوستش را از بین ببرد.
کانر چارلز لی را تا مونمونث دنبال می‌کند و در آنجا اتفاقی با مارکی دو لافایت رو به رو می‌شود. او می‌گوید لی پیش از حمله آنجا بوده و بر سر همه پیش از سوار شدن بر اسب فریاد کشیده‌است. در این وقت شمار زیادی از سربازان بریتانیایی می‌آیند و کانر حاضر می‌شود وقتی ارتش آزادی‌خواه آمریکا در حال عقب‌نشینی هست، جلوی ارتش بریتانیا را بگیرد. او و تعدادی از سربازان باتجربهٔ لافایت با استفاده از توپ سرعت بریتانیایی‌ها را مختل می‌کنند و سپس برای رسیدن به جرج واشینگتن فرار می‌کنند. در بین راه کانر تعدادی از سربازان ارتش قاره‌ای را که آمادهٔ اعدام توسط سربازان بریتانیایی هستند، نجات می‌دهد.
وقتی کانر به جمع ارتش قاره‌ای می‌رسد، لافایت به خاطر نجات دادن جان بسیاری از نفرات به او تبریک می‌گوید اما کانر رو به واشینگتن کرده و می‌گوید چارلز لی به ارتش قاره‌ای خیانت می‌کند. لافایت نیز گفتهٔ کانر را تصدیق کرده چون لی پیش از نبرد عجیب رفتار کرده‌است. واشینگتن می‌گوید این موضوع را تحقیق می‌کند اما کانر می‌گوید زمان تحقیق کردن گذشته‌است. کانر در حالی که آن‌ها را ترک می‌کند، به واشینگتن هشدار می‌دهد که اگر لی دوباره نجات پیدا کند، خودش او را می‌کشد. مرگ کانینکهاکا تصمیم او برای کشتن لی را محکم‌تر کرده و کنار عکس او بر دیوار یک خنجر می‌کشد.
دزموند گاه به گاه از آنیموس بلند شده و به دنبال سلول‌های انرژی که برای پیدا کردن هدف لازم است به منهتن و برزیل می‌رود. دنیل کراس نیز از طرف شرکت آبسترگو که معادل امروز تمپلارهاست، به دنبال همین سلول‌ها می‌گردد اما دزموند موفق‌تر از اوست. کمی ویلیام مایلز به دنبال آخرین سلول به ایتالیا می‌رود اما در آن‌جا توسط آبسترگو دستگیر می‌شود و ویدیچ رئیس آن اعلام می‌کند ویلیام را در ازای سیب بهشتی آزاد می‌کند. دزموند به ایتالیا رفته و دنیل کراس و ویدیچ را می‌کشد و پدرش را آزاد می‌کند و با آخرین سلول مورد نیاز بازمی‌گردد.
دو سال بعد، واشینگتن دوباره به دنبال کانر می‌فرستد تا جاسوسانی که به نظر او قصد کشتن بندیکت آرنولد را دارند، بیابد. پس از اینکه باروت میان لشکریان توزیع می‌شود کانر آرنولد و سرهنگ ارشدش را می‌بیند که در خفا با هم بحث می‌کنند. با تعقیب آن‌ها کانر درمی‌یابد که آرنولد یک جاسوس است و اندرسون یک مأمور کت‌قرمز به نام آندره است. آرنولد آندره را با نامه‌ای به سمت ژنرال هنری کلینتون می‌فرستد که در آن نوشته شده که حاضر است وست پوینت را در ازای بیست‌هزار پوند تسلیم نماید. کانر می‌بیند که آندره لباس خود را عوض می‌کند و به کت‌قرمز تبدیل می‌شود. در میانهٔ راه دو سرباز آمریکایی او را توقیف می‌کنند اما آندره با دلایل و بهانه‌هایی سعی می‌کند به هر ترتیبی شده از آن‌ها عبور کند. کانر به سربازان دستور می‌دهد او را بگردند و آن‌ها نامه را در جیب او پیدا می‌کنند. آندره دستگیر شده و کانر به دنبال آرنولد می‌رود. آرنولد ادعا می‌کند نامه دروغین است. در همان موقع انگلیسی‌ها به قلعه حمله کرده و آرنولد سوار بر کشتی والچر می‌گریزد. پس از دفاع از قلعه، اگرچه واشینگتن از نامه و فرار آرنولد خشمگین است اما به کانر تبریک می‌گوید. واشینگتن از این‌که یکی از قهرمانان وطن‌پرستان به او خیانت کرده‌است اظهار تأسف می‌کند و کانر خشمگینانه جواب می‌دهد: «هر چه بکارید، همان را درو می‌کنید». سپس کانر کشتی آرنولد که دور می‌شود را تماشا می‌کند. در سال ۱۷۸۱، کانر نزد اکیلیس می‌رود. اکیلیس به بیماری مبتلا شده و در بستر افتاده‌است. آشیل از کانر می‌خواهد اخبار جدید انقلاب آمریکا را به او بدهد و کانر جواب می‌دهد که مستعمره‌ها پیروز شدند و شاید بالاخره بتوانند از زیر یوغ بریتانیایی‌ها خارج شوند. آشیل می‌گوید که هیتام و لی باید کشته شوند اما کانر هنوز معتقد است حشاشین و تمپلارها می‌توانند با هم متحد شوند. کمی بعد کانر لافایت را در زیرزمین عمارت می‌بیند و طرح‌ها و نقشه‌هایش برای ورود به قلعهٔ جرج به او می‌گوید. برای این کار کانر به او می‌گوید که نیاز به متحدان فرانسوی دارد که کشتی‌هایشان را به شکل کشتی‌های بریتانیایی دربیاورند و به قلعهٔ جرج حمله کنند تا او بتواند در میان چنین آشوبی لی را به قتل برساند. لافایت نقشه را می‌پسندد و کانر می‌گوید که آن‌ها باید به کشتی نیروی دریایی فرانسه در بندرگاه چساپیک کمک نمایند تا بتوانند حمایت آن‌ها را به دست آورند. کانر فرماندهی آکیلا را دوباره برعهده گرفته و آن به کشتی‌های فرانسوی مقابل نیروی دریایی بریتانیا کمک می‌کند. کشتی‌های مارسی و سنت اسپیریت خیلی زود در نتیجهٔ حملهٔ پرتعداد و سریع بریتانیایی‌ها از شده و یک کشتی من آو وار توپ‌های جنگی آکیلا را از کار می‌اندازد. پس از این صدمه کانر زمزمه‌های خدمه را می‌شنود که ناامید شده و ترسیده‌اند. کانر خود به تنهایی به کشتی من آو وار پا گذاشته و فرماندهٔ آن را می‌کشد و سپس به یک بشکهٔ باروت شلیک کرده و پیش از انفجار کشتی از آن فرار می‌کند. پس از این که همه چیز به خوبی پیش رفت نیروهای فرانسوی می‌آیند. کانر از دریاسالار فرانسوی می‌خواهد در ازای این کار پرچم بریتانیا را بالا ببرند تا بتوانند بدون هر گونه دردسری به قلعهٔ جرج نزدیک شوند. کانر به خانه بازمی‌گردد تا ملوانان مجروح توسط دکتر وایت مداوا شوند. کانر نیز در می‌یابد اکیلیس پس از به جا گذاشتن نامه‌ای برای او در گذشته‌است. در آن نوشته شده که تمام اموال و املاک اکیلیس به کانر می‌رسد و همچنین برای ملت جدیدی که کانر کمک می‌کند تا ساخته شود، دعای خیر می‌نماید. کانر و دیگر ساکنان اکیلیس را کنار همسر و پسرش دفن می‌کنند تا به عنوان «پیرمردی بر فراز تپه» ابدی شود. سپس کانر نقاشی‌هایی که اکیلیس به خاطر خاطرات دردناکی که داشت، انبار کرده بود در خانه آویزان می‌کند. در میان این نقاشی‌های یک تصویر از خانواده‌اش قرار دارد.
کانر سعی می‌کند اکیلیس را سربلند کند و برای این کار وارد قلعهٔ نظامی جرج می‌شود و مشعلی که نشانهٔ محاصره کردن قلعه توسط کشتی‌هاست را روشن می‌کند. اما کانر پس از بمباران کشتی‌ها به شدت مجروح می‌شود. سپس کانر با گذر کردن از حفره‌هایی که توسط توپ‌های جنگی ایجاد شده به پدرش می‌رسد که با پیش‌بینی حضور او چارلز لی را فراری داده‌است.
پس از یک دوئل میان کانر و هیثم، هیثم با فشردن گلوی کانر سعی می‌کند او را خفه نماید. در حالی که در همین حین هیثم دربارهٔ اهداف ناامیدانهٔ پسرش برای او سخنرانی می‌کند، کانر خنجرش را داخل گلوی هیثم فرومی‌کند. هنگام مرگ، هیثم می‌گوید که به نوعی به پسرش افتخار می‌کرده. ولی در آخرین صحبتش می‌گوید باید خیلی قبل تر آنجا که فرصتش را داشتم تورا می‌کشتم(*منظور از آنجا همان کلیسا است که اولین بار یکدیگر را رو در رو می‌بینند ولی مهر پدریش آن موقع مانع کشتن کانر می‌شود*)
کانر پس از آن خاطرات هیثم را مطالعه می‌کند و از بچگی غم‌انگیز او و خیانت‌هایی که در زندگی‌اش به او شده مطلع می‌شود. همچنین متوجه می‌شود که هیثم هنگام اعدام شدنش کسی بوده که با کشتن جلاد و پاره کردن طناب پس از آن‌که با تیر کارآموزان کانر تضعیف شده بود، او را نجات داده‌است. همچنین هیثم به دروغ گفته دربارهٔ مرگ مادرش خبر ندارد چون فکر می‌کرده هیچ‌گاه کانر باور نمی‌کند که واشینگتن مسئول آن است. پس از آن کانر تصویر پدرش را از اهدافی که بر دیوار رسم کرده پایین می‌آورد اما هنوز در حمایت فرقهٔ حشاشین ثابت قدم می‌ماند.
پس از آن کانر موهایش را تراشید و به شکل موهاوک‌ها درآورد. همچنین بر صورتش به رسم آن‌ها خطوط جنگی کشید. در مراسم خاکسپاری هیثم، کانر به خاطر مصدومیت‌هایش به راحتی توسط مزدوران لی دستگیر می‌شود. لی که از مرگ هیثم خشمگین است می‌گوید کانر را نمی‌کشد تا ببیند که او هر چه در دنیا دوست دارد را چگونه نابود می‌کند. سپس به مزدورانش می‌گوید هرطور دوست دارند با کانر رفتار کنند و می‌رود. مزدوران نیز شروع به کتک زدن کانر می‌کنند. کانر مخفیانه سوار یک کشتی زندان بریتانیایی می‌شود و درمی‌یابد که لی پیش از کشتن افسر فرمانده در بوستون بوده‌است.
در بوستون کانر چارلز لی را در بندرگاه پیدا و تعقیب می‌کند تا به یک کشتی در حال ساخت می‌رسند که در یک آتش اتفاقی می‌سوزد. کانر وقتی به لی می‌رسد عرشهٔ کشتی فرو می‌ریزد و باعث مجروحیت بیشتر کانر می‌شود. در همین حال لی که صدمهٔ کمتری دیده می‌پرسد که چرا کانر به جنگیدن ادامه می‌دهد و کانر فریاد می‌زند چون کس دیگری این کار را نمی‌کند و سپس به شکم لی شلیک می‌کند. لی که به سختی مجروح شده فرار می‌کند.
کانر لنگان لنگان نزد رئیس بندرگاه می‌رود و از طریق او پی می‌برد لی به مونموث فرار کرده‌است. کانر در مونموث لی را در کافهٔ نوشیدنی آخر می‌بیند که با وجود خونریزی شدید در سکوت نوشیدنی خود را می‌نوشد. لی نوشیدنی‌اش را به کانر تعارف می‌کند و کانر نیز می‌پذیرد. سپس در سکوت نشسته و مشتریان را نگاه می‌کنند. پس از آن کانر با اشارهٔ لی خنجرش را در قلب او فرومی‌کند. کانر وقتی که می‌خواهد سر او را مانند یک مشتری مست روی میز بگذارد کلید معبد بزرگ را در لباسش می‌یابد.
شش ماه بعد کانر به دهکدهٔ قبیله‌اش می‌آید و آن‌جا را خالی از سکنه می‌بیند. سپس به داخل کلبه‌ای که در آن نخستین‌بار جونو را دیده بود آمده و توپ کریستالی را می‌بیند که در صندوقی در آنجاست و تعجب می‌کند چرا این را جا گذاشته‌اند. با لمس توپ جونو باز هم آمده و به او می‌گوید لازم است کلیدی که از چارلز لی گرفته‌است را در جایی پنهان کند تا کسی دیگر پیدایش نکند و پس از آن می‌تواند زندگی دلخواه و راحت خود را داشته باشد. کانر از جونو دربارهٔ قبیله‌اش می‌پرسد و جونو پاسخ می‌دهد که وظیفهٔ آن‌ها محافظت از معبد بزرگ بود و آن‌ها نقش خودشان را بازی کرده‌اند و سپس محو می‌شود. کانر به ملک اربابی دوانپورت بازگشته و کلید را در کنار گور آشیل و پسرش دفن می‌کند.
دزموند کلید را در سال ۲۰۱۲ پیدا می‌کند و به اتاق‌های درونی معبد وارد می‌شود. جونو به او می‌گوید که اگر ستونی که در اتاق مخفی است لمس کند جهان را نجات می‌دهد اما خودش قربانی می‌شود. مینروا ظاهر می‌شود و با طرح مخالفت می‌کند چون با انجام این کار جونو که برای جلوگیری از تسخیر آدم‌ها در معبد زندانی شده، آزاد می‌گردد. مینروا و جونو به دزموند نشان می‌دهد که اگر شراره‌های خورشیدی به زمین برسند، او یکی از بازماندگان خواهد بود و رهبری نسل آینده را برعهده خواهد داشت و پس از مرگش به عنوان یک خدا از او یاد می‌شود. دزموند می‌تواند نسل جدید را پرورش داده و جنگ‌های مذهبی رخ داده در تاریخ را از بین ببرد. دزموند تصمیم می‌گیرد خود را فدا کرده و انسان‌ها را نجات دهد و امیدوار باشد آن‌ها خود به جنگ با جونو برخیزند. شاون، ربکا و ویلیام به درخواست دزموند از معبد خارج می‌شوند و دزموند با لمس ستون یک شفق قطبی جهانی به وجود می‌آورد که از زمین دربرابر شراره‌های خورشیدی محافظت می‌کند. جونو نیز تصمیم دزموند را ستایش می‌کند.
در بخش اپی‌لوگ نقاشی‌های تمپلارها را از دیوار زیزمین ملک اربابی دیونپورت پایین می‌آورد و داخل آتش می‌سوزاند که دلالت بر آیت دارد که ماجرای او تمام شده‌است. همچنین او به دهکدهٔ قبیله‌اش بازگشته و با یک شکارچی که در آن‌جا اتراق کرده، هم‌کلام می‌شود. او به کانر می‌گوید که این زمین‌ها برای تسویهٔ بدهی‌های جنگی دولت جدید ایالات متحدهٔ آمریکا به مهاجران فروخته شده‌است. همچنین کانر به اسکله‌ای در نیویورک می‌رود و رفتن آخرین گروه از نظامیان بریتانیایی از آمریکا را مشاهده می‌کند. او در کنار اسکله که مردم در حال شادی هستند، شواهدی از تجارت برده در کشور تازه شکل گرفته را می‌بیند.

### ظلم وستم پادشاه واشینگتن
این بخش بازی به واقعیتی موازی و غیرحقیقی در داستان می‌پردازد.

#### قسمت اول: رسوایی
این بخش با رادونهاگه دون که در کنار رودخانه با لباس پوستین به تن خوابیده‌است، شروع می‌شود. سپس رادونهاگه دون توسط مادرش کانیهتو بیدار شده و به او هشدار می‌دهد که یک عامل تهدیدآمیز در جنگل وجود دارد. رادونهاگه دون در حالی که دربارهٔ زنده بودن مادرش و اینکه چه اتفاقی در حال رخ دادن است، سؤال می‌کند به دنبال مادرش می‌رود. در نهایت آن‌ها یک گشت کت‌آبی را می‌بینند که به روستاییان حمله کرده‌است. پس از رفتن کت‌آبی‌ها (سربازان آمریکایی)، یک زن به کانیهتو هشدار می‌دهد که شاه جرج چون که قصد داشته عصای جادویی‌اش را به دست آورد از او عصبانی است و به دنبالش می‌گردد. کانیهتو پسرش را به بالای یک تپه مشرف به دهکده می‌برد اما کماکان رادونهاگه دون دربارهٔ اتفاقات اخیر و اینکه چرا آن زن جرج واشینگتن را شاه خوانده سؤال می‌کند.
در بالای تپه آن‌ها مشاهده می‌کنند که نیروهای آمریکایی مردم شهر را به اجبار وارد یک کلیسا کرده و سعی می‌کنند در کلیسا را مسدود نمایند. فرماندهٔ کت‌آبی‌ها خواستار اطلاعاتی دربارهٔ کانیهتو است. هر چه او اصرار می‌کند مردم از جای کانیهتو اعلام بی‌خبری می‌کنند. در پایان کت‌آبی‌ها کلیسا را آتش می‌زنند. رادونهاگه دون و مادرش برای مردان واشینگتن کمین می‌کنند و پس از کشتن آن‌ها در کلیسا را باز کرده و از مردم می‌خواهند فرار کنند. هر چند شلیک یک توپ گروهی از مردم را پیش از فرار می‌کشد.
کمی بعد آن‌ها به سمت دهکدهٔ خودشان، کاناتاهستون می‌روند و در آن‌جا شاهد یک حملهٔ دیگر از سمت کت‌آبی‌ها هستند. جرج واشینگتن به همراه بندیکت آرنولد و ایزرائیل پاتنم با عصای جادویی و سیب بهشتی مادر رادونهاگه دون را می‌کشند. سپس رادونهاگه دون با واشینگتن مبارزه می‌کند اما در برابر او به خاطر قدرتی که سیب بهشتی دارد شکست می‌خورد و واشینگتن در آخر به او شلیک کرده و سرنیزهٔ تفنگ فیتیله‌ای را در سینه‌اش فرومی‌کند. پس از این رادونهاگه دون از هوش می‌رود.
وقتی رادونهاگه دون در غار چشمانش را باز می‌کند پنج ماه گذشته و مادر قبیله برای او هر چه رخ داده را تعریف می‌کند و می‌گوید که از مرگ مادرش اصلاً تعجب نمی‌کند. رادونهاگه دون از اویانر دستور می‌گیرد که از درخت بید قرمز بالا برود و شاخه‌های جدید آن را برداشته و دم کند و بنوشد. با نوشیدن این دمنوش، رادونهاگه دون وارد دنیایی به نام دنیای آسمان شده و با روح حیوانی خودش رو به رو می‌گردد که توسط آن به قابلیت لباس گرگ که قابلیت نامرئی شدن است، دست می‌یابد. همین‌طور او می‌تواند در حین نبردهایش از گرگ‌ها به نفع خود کمک بگیرد. کمی بعد از آن یکی از دوستان هم‌قبیله‌ای رادونهاگه دون به نام کاهیونهاتنیون از وی کمک می‌خواهد تا برادرش تیویسونته را پیدا کرده و نجات دهند. آن‌ها ردپای تعدادی از کت‌آبی‌ها را دنبال کرده و به دسته‌ای می‌رسند که در حال اعدام مردم بومی از جمله تیویسونته هستند. رادونهاگه دون او را نجات می‌دهد و سپس برای دستوالعمل‌های دیگر به مخفیگاه قبیله بازمی‌گردد.
وقتی به غار مخفیگاه بازمی‌گردد می‌بیند که تمام قبیله‌اش کشته شده‌اند و مادر قبیله، اویانر نیز در حالی که نفس‌های آخرش را می‌کشد به او می‌گوید که واشینگتن، بندیکت آرنولد و ایزرائیل پاتنم را بکشد و درواقع کاری که مادرش آغاز کرده را به پایان رساند. رادونهاگه دون در کمپ زمستانی آمریکایی‌ها، در دره فورج به دنبال نشانه‌ای از پاتنم می‌گردد و درمی‌یابد او در یکی از قلعه‌های فرانتیر، جایی که آرنولد مستقر است، حضور دارد. راتنهاتکون وارد قلعه شده و آرنولد را به قتل می‌رساند. آرنولد پیش از جان دادن به او می‌گوید که بنجامین فرانکلین را در شهر بوستون پیدا کرده و او را از بند رها کند. در همین حال پاتنم از پشت سر به راتنهاکتون نزدیک شده و با قنداق تپانچه‌اش بر سر او می‌کوبد. راتنهاکتون بی‌هوش شده و وقتی به هوش می‌آید می‌بیند در یک ارابهٔ حمل برده که به سمت بوستون می‌رود، قرار دارد. در بین راه پاتنم به او می‌گوید که قصد تصاحب حکومت بوستون را دارد و می‌خواهد فرانکلین را کنار بزند.

#### قسمت دوم: خیانت
رادونهاگه دون چشمانش را درون سلولی در بوستون باز می‌کند و به زودی می‌بیند که واشینگتن، پاتنم و بنجامین فرانکلین به ملاقاتش می‌آیند. واشینگتن از زنده دیدن رادونهاگه دون پس از حمله‌ای که به او کرده بود، بسیار تعجب می‌کند. پاتنم رادونهاگه دون را به عنوان یک هدیه تقدیم واشینگتن می‌کند و شاه خشنود و فرانکلین ناراحت می‌شوند. فرانکلین سعی می‌کند توجه واشینگتن را به دیگر شورشی محبوس که خودش دستگیر کرده، جلب نماید اما شاه علاقه‌ای نشان نمی‌دهد. او دستور می‌دهد هر دو زندانی به همراه چند شهروند که به صورت تصادفی انتخاب می‌شوند، اعدام گردند اما فرانکلین به این تصمیم اعتراض می‌کند. هر چند پس از آن‌که واشینگتن بر سرش فریاد می‌زند که تردیدهایش را کنار بگذارد، او نیز از موضعش عقب‌نشینی می‌نماید. همچنین واشینگتن به پاتنم قول می‌دهد که اگر بتواند با شورشیان بوستون معامله‌ای انجام دهد وی حکومت شهر را که در اختیار فرانکلین است به او می‌بخشد.
پس از اینکه آن‌ها می‌روند رادونهاگه دون می‌تواند با توانایی‌هایش نگهبانان را فریب داده تا در سلولش را باز کنند و سپس نیز نگهبانان را در سلول زندانی می‌کند. سپس در می‌یابد که زندانی سلول مجاور که فرانکلین به آن اشاره کرد کاننتوکون است. پس از آزاد کردن او رادونهاگه دون به انبار مجاور رفته تا تجهیزاتش را بردارد و کاننتوکون که بطری حاوی چای برگ‌های بید قرمز را می‌بیند با او بحث می‌کند که نوشیدن آنچه مزیت‌هایی می‌تواند داشته باشد. رادونهاگه دون تصمیم می‌گیرد تا به جای کاننتوکون از نوشیدنی بنوشد که باعث می‌شود تا او دوباره به دنیای آسمان سفر کند.
در آنجا رادونهاگه دون روح حیوانی عقاب را مشاهده می‌کند. رادونهاگه دون چندین گربه‌ی وحشی را می‌بیند که سعی می‌کنند به آشیانهٔ عقاب وارد شده و تخم‌هایش را بدزدند. او به عقاب در دفاع از تخم‌هایش کمک می‌کند. پس از یاری‌های او عقاب نیز توانایی پرواز عقاب را به او اعطا می‌نماید. رادونهاگه دون کنار کاننتوکون در انبار بیدار شده و کاننتوکون به او می‌گوید که کت‌آبی‌ها او را پیدا کرده و زنگ خطر را به صدا درآورده‌اند. رادونهاگه دون می‌تواند با توسل به توانایی‌هایش از زندان خارج شود. بنجامین فرانکلین به همراه نیروهایش وارد انبار می‌شوند تا رادونهاگه دون و کاننتوکون را بیابند سپس خودش انبار را ترک می‌کند. آن دو پس از مبارزه با کت‌آبی‌ها از انبار بیرون آمده و فرانکلین را تعقیب می‌کنند. فرانکلین که در جایی از فرار کردن خسته می‌شود نیروهای دیگری را می‌فرستد تا جلوی آن‌ها را بگیرند اما رادونهاگه دون در حالی که کاننتوکون نیروهای فرانکلین را دفع می‌کند به تعقیب او ادامه داده و سرانجام او را می‌گیرد.
فرانکلین به نظر متعجب می‌آید. ارتباط میان آن دو توسط ظهور ناگهانی واشینگتن قطع شده و او از سیب بهشتی برای حمله به رادونهاگه دون استفاده می‌کند. رادونهاگه دون می‌تواند از حملات واشینگتن دوری کرده و توانایی‌های جدیدی برای مبارزه کردن به دست بیاورد. واشینگتن با استفاده از سیب بهشتی زمین زیرپای رادونهاگه دون را متلاشی می‌کند اما راتنهاکتون نیز با توسل به توانایی پرواز عقاب میان سکوهایی که ظاهر می‌شود، پرواز می‌کند. سپس شبح عظیم واشینگتن و کانینتیهو شروع به شکنجهٔ او می‌کنند. وقتی رادونهاگه دون روی آخرین سکو می‌پرد آن سکو نابود شده و او به داخل پرتگاهی سقوط می‌نماید.
راتنهاکتون در یک کوچه، دور از جایی که فرانکلین را به چنگ آورده بود بیدار می‌شود. او خیلی زود کاننتوکون را می‌یابد و او راتنهاکتون را با رهبر شورشی‌های بوستون، ساموئل آدامز، آشنا می‌کند و سپس آن‌ها به یک خانهٔ امن می‌روند. در آنجا آدامز توضیح می‌دهد که شورشیان بوستون خواستار ترک شهر هستند و او می‌خواهد چند زندانی را آزاد نماید اما می‌ترسد که فرانکلین در کمین آن‌ها باشد.
راتنهاکتون می‌گوید که قصد به چنگ آوردن فرانکلین را دارد و آدامز نیز او را به میخانهٔ اصلی شهر می‌فرستد تا از محل تقریبی او را پیدا کند. با اینکه در آنجا چندین کت‌آبی مشکوک حضور دارند اما راتنهاکتون به سرعت خود را مشغول به بازی نشان می‌دهد و در همین حال به شکایات سربازی که می‌گوید باید نامه‌ای را از سمت فرانکلین به پاتنم برساند، گوش می‌دهد. راتنهاکتون سرباز را دنبال می‌کند و نامه را از جیبش دزدیده و می‌خواند و متوجه می‌شود فرانکلین با پاتنم در بارانداز قرار گذاشته‌است. سپس به آرامی نامه را به چنتهٔ سرباز بازمی‌گرداند.
راتنهاکتون در بارانداز می‌بیند که پاتنام حاضر نمی‌شود با فرانکلین ملاقات کند. همچنین پاتنم به جای او به عنوان فرماندار بوستون نیز انتخاب شده‌است. فرانکلین متوجه می‌شود که دیده‌بان‌هایش از بین رفته‌اند. راتنهاکتون تیری به سمت فرانکلین پرتاب کرده که جلوی فرارش را بگیرد اما تیر تنها می‌تواند مجروحش کند. اما همین جراحت باعث می‌شود فرانکلین که تحت تأثیر طلسم سیب بهشتی است آزاد شود. راتنهاکتون فرانکلین را به خانهٔ امن آدامز می‌برد. آدامز از کوره دررفته و سعی می‌کند فرانکلین را بکشد اما فرانکلین قانعش می‌کند که اشتباهاتش را جبران می‌کند. راتنهاکتون نیز آدامز را متقاعد می‌کند تا برای اطلاعات ارزشمندی که فرانکلین دارد او را زنده بگذارد. فرانکلین افشا می‌کند که شاه به نیویورک بازگشته تا با شورشی آنجا، توماس جفرسون مذاکره نماید. کاننتوکون می‌گوید که فرمانده‌ای را در گردنهٔ بوستون می‌شناسد که فردی دلسوز است و می‌تواند آن‌ها را کمک کند تا شهر را ترک کرده و به جفرسون برسند. فرانکلین نیز می‌گوید که می‌تواند به راحتی وارد کاخ واشینگتن شود اما آدامز به تلخی کمک او را رد می‌کند.
گروه آدامز راتنهاکتون و فرانکلین را در بوستون جا می‌گذارند. حشاشین به کمک فرانکلین بیشتر گوش فرا می‌دهند و کارهایشان را برای به دست آوردن کلید کاخ واشینگتن کنار می‌گذارند و تلاش می‌کنند یک فلز مخصوص را از یک آهنگر به نام دیوید والستون و نقشه‌هایی که فرانکلین به یک سرباز داده را پس بگیرند. راتنهاکتون در میخانه با سرباز بازی کرده و او می‌گوید پاتنم شایعه‌ای را پخش کرده که یک فرمانده به حال شورشیان دل سوزانده اما همهٔ آن‌ها در گردنهٔ بوستون به قتل رسیدند. راتنهاکتون که از کوره در می‌رود به سرباز حمله کرده و دیگر دوستان او در میخانه را نیز در آرامش کتک می‌زند و سپس نقشه‌ها را از جیب سرباز برمی‌دارد. او تأیید می‌کند که آدامز توسط پاتنم کشته شده و تصور می‌کند کاننتوکون نیز کشته شده باشد.
راتنهاکتون به دنبال فرانکلین می‌رود و قضیه را برای او شرح داده و می‌گوید که باید از راه دریا از شهر خارج شوند. فرانکلین می‌گوید که کسی را می‌شناسد که می‌تواند کمکشان نماید. راتنهاکتون لباس یک کت‌آبی را می‌دزدد تا فرانکلین آن را پوشیده و در حالی که راتنهاکتون از او محافظت می‌کند. آن‌ها رابرت فالکنر را پیدا کرده اما او بر سر فرانکلین فریاد می‌زند که کشتی‌اش آکیلا را مصادره کرده‌است. فرانکلین برای او توضیح می‌دهد که به شورشیان پیوسته‌است و راتنهاکتون نیز به او قول می‌دهد که کشتی‌اش را پس بگیرد و از او می‌خواهد برای سفر به نیویورک خدمه فراهم نماید.
پس از آنکه راتنهاتکون اسنایپرهای مستقر در کشتی‌ها را می‌کشد و طناب‌های آکیلا را باز می‌کند نزد فالکنر برگشته و او و خدمه‌اش را به سمت اسکله می‌برد. او مأمورانی که به سمت ملوانانی که به سمت آکیلا شنا می‌کنند، تیر می‌اندازند را از بین می‌برد. پاتنم به همراه کاننتوکون به اسکله می‌آید و می‌گوید اگر تسلیم نشود او را می‌کشد اما راتنهاکتون می‌تواند با استفاده از نیروهای حیوانی‌اش پاتنم را پیش از شلیک به کاننتوکون از پا دربیاورد. پاتنم پیش از مرگ می‌گوید که از اینکه با تأثیرات سیب بهشتی نجنگیده‌است پشیمان است و می‌میرد. پس از آن هر دو جنگجو داخل آب پریده و از دست نگهبانان فرار می‌کنند.
وقتی به نیویورک می‌رسند، کاننتوکون بیان می‌کند که از اینکه زیر شکنجه اعتراف کرده راتنهاکتون به وسیلهٔ کشتی فرار می‌کند، پشیمان است اما راتنهاکتون بر او خرده‌ای نمی‌گیرد. فالکنر اعلام می‌کند که به نیویورک رسیده‌اند و آن دو مرد با تعجب و ترس برای نخستین بار به هرم شاه واشینگتن خیره می‌شوند.

#### قسمت سوم: رستگاری
پیش از رسیدن ناوگان دریایی شاه واشینگتن به آن‌ها حمله می‌کند. راتنهاکتون با در دست گرفتن کنترل کشتی آن‌ها را نابود می‌کند و سپس دستور می‌دهد برای ورود به خلیج پایینی یکی از پرچم‌های کشتی‌های نابود شده را بردارند. تا هنگامی که مهمات آن‌ها به اتمام می‌رسد همچنان به ناوگان دریایی شاه می‌جنگند و در آخر وقتی دیگر مهمات ندارند راتنهاکتون دستور می‌دهد همه کشتی را تخلیه کنند و خودش نیز پس از کوبیدن آکیلا به کشتی دشمن به داخل دریا می‌پرد.
فرانکلین هنگامی که به ساحل می‌رسد با شاه واشینگتن مواجه می‌گردد که از او می‌خواهد دوباره تحت کنترل قدرت او دربیاید اما فرانکلین نمی‌پذیرد. واشینگتن نیز می‌گوید که اگر این اتفاق نیفتد او را خواهد کشت اما در همین هنگام کاننتوکون به واشینگتن بر روی اسبش حمله کرده و عصای سحرآمیزش را به گوشه‌ای می‌اندازد. اما هنگامی که سعی می‌کند شاه را بکشد، نگهبانان شاه به سمت او شلیک می‌کنند و واشینگتن پس از برداشتن عصایش به قصرش بازمی‌گردد.
رانتهاکتون بازمی‌گردد و فرانکلین را می‌بیند که جلوی جنازهٔ کاننتوکون زانو زده‌است و به همین دلیل مصمم می‌شود تا بار دیگر به سفر معنوی حاصل از نوشیدن چای بید قرمز برود. هنگامی که به سفرش وارد می‌شود باز روح مادرش را می‌بیند اما برای سرپیچی از او، نادیده‌اش می‌گیرد و سپس با روح خرس برخورد کرده و پس از راحت کردن او از تیرهایی که به بدنش خورده قدرت روح خرس را که می‌تواند قدرت تخریب و کشتن اطرافیان را با یک حرکت داشته باشد، به دست می‌آورد.
فرانکلین بالای بدن ناهوشیار راتنهاکتون می‌نشیند و وقتی او بیدار می‌شود ذکر می‌کند که چشمانش به طرز عجیبی رنگی آبی پیدا کرده‌است. پس از آن از هم جدا شده تا توماس جفرسون را بیابند اما وقتی شورشیان او را یافتند نزد هم برمی‌گردند. جفرسون و نیروهایش به کاخ هرمی واشینگتن حمله کرده‌اند اما نتیجه‌اش چندان امیدوارکننده نیست. راتنهاکتون با استفاده از قدرت جدیدش راه را بر روی نیروهای کمکی واشینگتن می‌بندد و راه فراری برای جفرسون و سربازانش می‌یابد.
راتنهاکتون با جفرسون دیدار کرده و خود را معرفی می‌کند. جفرسون برای او توضیح می‌دهد که برای غلبه بر نیروهای واشینگتن باید مردم را با خود همراه کنند. در اولین قدم راتنهاکتون جان فیتزویلیام، محتکر غذا را از پیش رو برمی‌دارد و مواد غذایی را میان مردم پخش می‌کند. با این کار بخشی از مردم به سمت شورشیان متمایل می‌شوند. واشینگتن در جواب در یک سخنرانی اعلام می‌کند که این حمله یک تهاجم خارجی از سوی انگلیسی‌ها بوده‌است اما راتنهاکتون نافرمانی‌های مدنی را ادامه داده یا متمایل کردن مردم به شورشیان، آن‌ها را تهییج می‌کند که به ستمگران حمله کنند.
راتنهاکتون به همراه گادفری برای علامت دادن موقع حمله برج روشنایی قلعهٔ جرج را نابود می‌کنند. صبح که می‌شود فرانکلین کلید در ورودی اتاق سلطنتی واشینگتن را به راتنهاکتون می‌دهد و او با وارد شدن به قلعه و استفاده از قدرت‌هایش به دنبال او می‌گردد. در همین راه با تحلیل و تجزیهٔ چیزهایی که می‌بیند درمی‌یابد که چگونه مادرش عصا را از دستان واشینگتن درآورده است. سرانجام راتنهاکتون شاه را بر فراز هرم، در حالی که نبرد را تماشا می‌کند، می‌یابد. راتنهاکتون به او پیشنهاد می‌کند که حاضر است جانش را در ازای تحویل سیب بهشتی نجات دهد و اعلام کند او نیز قربانی قدرت آن شده‌است اما واشینگتن نمی‌پذیرد.
راتنهاکتون و واشینگتن با هم به نبرد می‌پردازند و در نهایت با شکستن سه گوشهٔ سقف شیشه‌ای هرم موجب می‌شود او و واشینگتن سقوط کرده و عصا از دستان شاه بیفتد. واشینگتن مجروح بلند شده و با برداشتن سیب بهشتی بر روی تخت پادشاهی‌اش نشسته و جان می‌سپارد. راتنهاکتون به سمت سیب بهشتی می‌رود اما تصویر کاننتوکون و مادرش ظاهر می‌شود که از او می‌خواهند به سیب دست نزند اما در نهایت تصویر خودش را در لباس حشاشین ی‌بیند که از او می‌خواهد سیب را بردارد.
با لمس سیب بهشتی خط زمانی غیرواقعی می‌شکند و واشینگتن و کانر در حالی که در حال تخاصم به هم خیره شده‌اند ظاهر می‌شوند. واشینگتن سیب بهشتی را برداشته و به کانر می‌دهد و می‌گوید آن را نمی‌خواهد. کانر محتاطانه دربارهٔ قدرتی که سیب بهشتی دارد به او می‌گوید و واشینگتن پیشنهاد می‌کند آن را درون یک کیسهٔ سنگین گذاشته و به اعماق اقیانوس بیندازند.
کانر پس از آن سوار بر کشتی آکیلا شده و سیب بهشتی را همان‌طور که واشینگتن گفته بود به اعماق اقیانوس می‌اندازد اما در همین حال واشینگتن که در اتاق کار خود نشسته‌است با مردی رو به رو می‌شود که آخرین تصویر موهومی سیب بهشتی است. مرد به او پیشنهاد می‌کند که با در دست داشتن سیب تاج پادشاهی را بر سر خود بگذارد تا بتواند به این جمهوری نوپا قدرت ببخشد اما واشینگتن که دیده در دنیای موازی چه اتفاقی خواهد افتاد این پیشنهاد را رد می‌کند و مرد ناپدید می‌گردد.
| گردآورنده  | امتیاز                                               |
| ---------- | ---------------------------------------------------- |
| گیم‌رنکینگز | (PS3) ۸۵٫۵۶٪ (X360) 84.81% (WIIU) 83.00% (PC) 80.75% |
| متاکریتیک  | (PS3) ۸۵/۱۰۰ (WIIU) ۸۵/۱۰۰ (X360) 84/100 (PC) ۸۰/۱۰۰ |

| ناشر                   | امتیاز |
| ---------------------- | ------ |
| اج                     | ۸/۱۰   |
| یوروگیمر               | ۹/۱۰   |
| جی۴                    | ۵/۵    |
| گیم اینفورمر           | ۹٫۵/۱۰ |
| گیم‌اسپات               | ۸٫۵/۱۰ |
| گیمز ریدار+            | [ ۱۸ ] |
| گیم‌تریلرز              | ۹٫۲/۱۰ |
| آی‌جی‌ان                 | ۸٫۵/۱۰ |
| اوپی‌ام (بریتانیا)      | ۷/۱۰   |
| اواکس‌ام (ایالات متحده) | ۸٫۵/۱۰ |
| Joystiq                | [ ۲۱ ] |